# Аплохейлус Дея
Аплохейлус Дея (зелений аплохейлус, Aplocheilus dayi) — тропічний прісноводний вид коропозубих риб з родини аплохейлових (Aplocheilidae).
Отримав назву на честь Френсіса Дея (1829—1889).
Не належить до числа сезонних коропозубих. Для рибальства не становить інтересу. Має певне значення для торгівлі акваріумними рибами. Розводиться як ларвицидна (знищує личинок комарів) риба.

## Опис
Тіло видовжене, щукоподібне, сплощене згори, майже кругле в перетині в передній частині й сильно стиснуте з боків у задній. Максимальна загальна довжина 10 см, звичайна — 7,0 см. Морда довга й загострена на кінці. Очі великі, їхній діаметр приблизно в 3,2 рази менший за довжину голови й приблизно дорівнює міжорбітальній відстані. Рот кінцевий; зуби ворсинчасті, розташовані смугами на щелепах.
Спинний плавець короткий, посунутий назад і сидить навпроти задньої частини анального плавця. У спинному плавці 8-9 променів, в анальному 17-20. Черевні плавці мають подовжені промені. Луски доволі великі, 31-34 луски в поздовжньому ряді.
Основне забарвлення бежеве, луски на боках з металевим лиском зеленого або блакитного відтінків. Спинка оливкова, черево ніжно-блакитне до фіолетового. На тілі можуть бути 2-4 темні плями, також розкидані окремі червоні крапки. Спинний плавець жовтуватий. Анальний також жовтуватий, біля основи зеленкуватий, численні червоні риски проходять паралельно променям плавця. Хвостовий плавець зеленкуватий з червоною смужкою в нижній частині. Ірис очей світло-жовтий до зеленкуватого.
Самці яскравіше забарвлені, трохи довші за самок, мають більші плавці, спинний та анальний плавці в них загострені на кінцях, тоді як у самок вони округлі. В самок у нижній половині хвостового стебла є 6-7 темних поперечних смуг. Плавці в них безбарвні, а на основі спинного плавця присутня темна цятка.

## Поширення
Aplocheilus dayi — вид з обмеженим ареалом поширення, він є ендеміком Шрі-Ланки. Був виявлений в басейнах річок Аттанагалу (англ. Attanagalu), Келані, Калу, Бентхара (англ. Benthara) та Гін (англ. Gin) на заході острова. Відомо лише 3-5 локацій, де бачили цих риб. Розрахункова площа ареалу становить 3742,4 км², а територія проживання — 204 км².
Повідомлялося про присутність виду в Індії та на Малайському півострові.
Мешкає переважно в прісних водоймах прибережних рівнин. Також зустрічається на солонуватих мангрових болотах, часто разом із Aplocheilus parvus.
Інформація про розмір та тенденції популяції A. dayi в Шрі-Ланці відсутня. Цей вид зустрічається рідко, його середовища проживання деградують та скорочуються через низку факторів, серед яких вирубування лісів, швидке розширення сільськогосподарських угідь, комерційна та житлова забудова територій, забруднення води через накопичення агрохімікатів, промислових стічних вод, захоронення відходів, реалізація іригаційних проєктів, поширення немісцевих інвазивних видів рослин, таких як Eichhornia crassipes і Annona glabra. Іригаційні проекти можуть спричинити гібридизацію між цим видом та A. werneri.

## Спосіб життя
Аплохейлус Дея зазвичай мешкає в неглибоких, сильно затінених лісових струмках з мулистим дном. Зустрічається в прісних та солонуватих водоймах. Температура води становить 20-25 °C. Не мігрує. Харчується дрібними комахами, личинками комах і мальками риб. Ікру відкладає на рослини.

## Утримання в акваріумі
До акваріумів Європи аплохейлуси Дея були завезені ще 1909 року.
Цих риб легко утримувати в акваріумі. Поводяться мирно, якщо тримати їх разом із рибами такого самого або більшого розміру. Рекомендується утримання у видовому акваріумі. Аплохейлус Дея надає перевагу добре освітленим акваріумам з густою рослинністю, серед якої може знайти собі схованку. Виразна поверхнева риба. Любить сонце та тепло. Аплохейлуси добре стрибають, тому акваріум має бути тісно накритий кришкою. Потребують міцного живого корму.
Розведення аплохейлусів Дея в акваріумних умовах зазвичай не викликає проблем. У нерестовищі має бути м'яка вода з температурою близько 25 °C. Нерестяться серед рослин або їхнього коріння, зазвичай біля дна. На день самка відкладає 8-10 ікринок розміром близько 2 мм в перетині. Мальки вилуплюються приблизно за 12 днів. Вигодовують їх коловертками, наупліусами артемії, які щойно вилупились, згодом дафніями. Ростуть дуже швидко.

## Відео
- Awesome Killifish: Aplocheilus dayi на YouTube by Dans Fish
- Aplocheilus dayi на YouTube by Frank Fuchs